# Draugr
Draugr ili draug stvorenje je iz skandinavske mitologije. Vikinzi su vjerovali da je draugr vrsta živog mrtvaca koji pohlepno čuva bogatstvo koje je ostavljeno u njegovu grobu, što je bio običaj među Vikinzima i mnogim drugim narodima.

## Sposobnosti
Draugri su posjedovali nadljudsku snagu, mogli su povećati svoju tjelesnu masu i bili su iznimno izdržljivi borci, gotovo
neranjivi. Životinje koje bi se hranile kraj draugrova groba često bi poludjele. Prema pučkom vjerovanju draugri ne vole ljude te ih proždiru žive i piju njihovu krv. Prema nekima izvorima sposobni su proricati budućnost, kontorlirati vrijeme,
mijenjati lik i ulaziti u snove. Opisuje ih se kao pohlepna i škrta bića. U starijoj literaturi nailazi
se na jasnu podjelu između morskih draugra i kopnenih draugra.

## Kako ubiti draugra
Prema legendi draugra može ubiti samo snažan i hrabar ratnik, koji mu mora odsjeći glavu i spaliti ju. Njezin pepeo se zatim baca u more.

## Srodna stvorenja
Draugr je veoma sličan još jednom stvorenju iz nordijske mitologije zvanom hagbui. Glavna razlika između njih je u tome što
hagbui ne može napustiti svoj grob i zato napada samo ljude koji mu se približe. Riječi draugr i zmaj (eng. dragon) lingvistički su srodne što ukazuje na moguću povezanost.

## Islandske sage
Vjerojatno najpoznatiji draugr je Glámr, koji je pobijeđen u Sagi o Grettiru. Draugri su se pojavljivali i u Sagi o Eyrijancima (Thorolof) i Sagi o Njálu (Gunnard Hammuradsnon).